# Мухин, Константин Юрьевич
Константин Юрьевич Мухин (25 мая 1961, Москва — 13 января 2025, Москва) — российский врач-невролог, эпилептолог, профессор, научный руководитель Центра детской неврологии и эпилепсии, руководитель клиники Института детской неврологии и эпилепсии имени Святителя Луки, действительный член и эксперт Европейской академии эпилепсии (EUREPA). Заместитель главного редактора «Русского журнала детской неврологии».
Ведущий детский эпилептолог России, один из основоположников создания современной детской эпилептологии в России.
Развил концепцию о роли врожденного нарушения процессов созревания мозга в развитии идиопатических фокальных эпилепсий и эпилептичеких энцефалопатий у детей.
Первым из российских докторов в России описал и изучил категорию пациентов с когнитивной эпилептиформной дезинтеграцией, когда эпилептиформная активность оказывает негативное воздействие на когнитивные функции ребёнка даже в отсутствие эпилептических приступов.

## Биография
Родился 25 мая 1961 года в Москве. В 1984 году с отличием окончил 2-й Московский государственный медицинский институт имени Н. И. Пирогова, затем работал в клинической ординатуре педиатрического факультета института под руководством академика Л. О. Бадаляна и профессора П. А. Тёмина. С 1990 года по 2010 год профессор кафедры неврологии и нейрохирургии Российского государственного медицинского университета.
Своими учителями Мухин также считает профессора А. С. Петрухина, профессора Питера Вольфа, докторов Ханса Хольтхаузена и Ханса-Эрика Бёнигка.
С 1995 года по 2010 годы возглавлял студенческий научный кружок по неврологии в РГМУ, который был самым посещаемым в университете. В последние годы проводил регулярные курсы усовершенствования врачей на базе Института Детской Неврологии и Эпилепсии имени Свт. Луки.
В 1990 году К. Ю. Мухин защитил кандидатскую диссертацию, а в 1996 году — докторскую диссертацию на тему «Идиопатические генерализованные формы эпилепсии: диагностика и терапия». Курировал Центр патологии нервной системы Российской детской клинической больницы. С 1999 года являлся руководителем факультета усовершенствования врачей по неврологии и эпилептологии при кафедре неврологии и нейрохирургии педиатрического факультета РГМУ. Большинство детских эпилептологов России и СНГ проходили обучение на курсе неврологии и эпилептологии ФУВ, возглавляемом профессором Мухиным.
В 2010 году создал Институт детской неврологии и эпилепсии имени Святителя Луки, руководителем которого являлся.
1 октября 2016 года под его руководством открыт Институт Детской и Взрослой Неврологии и Эпилепсии имени Святителя Луки.
В последние годы профессор Мухин продолжал научные исследования по проблеме эпилепсии. Он автор и соавтор 6 монографий и более 150 публикаций в ведущих изданиях, в том числе за рубежом; неоднократный участник всероссийских и международных конференций по неврологии и эпилепсии. Являлся членом Президиума Российской противоэпилептической лиги, действительным членом и экспертом Всемирной ассоциации детских неврологов и Европейской Академии эпилепсии.

## Медицинская деятельность
Основное направление работы К. Ю. Мухина были в диагностике и лечение эпилепсии у детей; клинической электроэнцефалография.

## Новые эпилептические синдромы
Постоянная работа с крайне сложными пациентами помогла Мухину открыть два новых эпилептических синдрома. В 2009 году — идиопатическую фокальную эпилепсию с псевдогенерализованными приступами (ИФЭ-ПГП). Для неё уже выделено 5 вариантов течения. В 2010 году совместно с коллегами Мироновым М. Б., Боровиковым К. С., Петрухиным А. С. Мухин разработал критерии диагностики нового эпилептического синдрома — фокальную эпилепсию детства со структурными изменениями в мозге и доброкачественными эпилептиформными паттернами на ЭЭГ (ФЭДСИМ-ДЭПД).

## Личная жизнь
Мухин вырос в семье врачей: отец, Мухин Ю. К., главный врач поликлиники Москвы, дед Мухин К. А., военный врач, полковник, прошедший войну. Сам Мухин был женат на Мухиной Л. Н., педиатре, занимающейся детьми, больными эпилепсией. Вместе они создали Институт детской неврологии и эпилепсии имени Святителя Луки, где Мухина Л. Н. являлся главным врачом. У супругов были две дочери . Умер 13 января 2025 года в возрасте 63 лет.

## Книги
- Мухин К. Ю., Петрухин А. С. Идиопатические формы эпилепсии: систематика, диагностика, терапия — М.: Арт-Бизнес-Центр, 2000—319 с.
- Петрухин А. С., Мухин К. Ю., Благосклонова Н. К., Алиханов А. А. Эпилептология детского возраста — М.: Медицина 2000. — 623 с.
- Мухин К. Ю., Петрухин А. С., Алиханов А. А., Меликян Э. Г. Диагностика и лечение парциальных форм эпилепсии — М.: РГМУ, 2002 — 56 с. ISBN 5-88458-107-6
- Мухин К. Ю., Петрухин А. С., Глухова Л. Ю. Эпилепсия: атлас электро-клинической диагностики — М.: Альварес Паблишинг, 2004. — 440 с. ISBN 5-94439-059-X
- Мухин К. Ю., Петрухин А. С., Миронов М. Б. Эпилептические синдромы. Диагностика и терапия — М.: 2008. − 224 с. ISBN 978-5-903897-01-8
- Мухин К. Ю., Петрухин А. С., Холин А. А. Эпилептические энцефалопатии и схожие синдромы у детей — М.: 2011—680 с.